# Asterix e lo scudo degli Arverni
Asterix e lo scudo degli Arverni (Le Bouclier arverne) è l'undicesima storia a fumetti della serie Asterix, creata dal duo francese René Goscinny (sceneggiatura) e Albert Uderzo (disegni). La sua prima pubblicazione in volume in lingua originale risale al 1968.

## Trama
Abraracourcix, capo del villaggio di Asterix, soffre di mal di fegato a causa dei frequenti banchetti. Viene perciò convinto dal druido Panoramix a recarsi nel paese degli Arverni, famoso per gli stabilimenti termali, per sottoporsi a una cura rigorosa, e sceglie i fidi Asterix e Obelix per accompagnarlo nel viaggio. Giunti a destinazione, e affidato il loro capo alle cure di un druido locale, i due iniziano a visitare il paese e la città di Gergovia, sede della famosa battaglia, facendo ben presto amicizia con un oste di nome Alambix.
Nel frattempo Giulio Cesare, preoccupato per i disordini nella regione, progetta di allestire un grande trionfo per fiaccare lo spirito degli abitanti, sfilando per la capitale sullo scudo che fu di Vercingetorige, capo dei Galli. Tuttavia, il suddetto scudo sembra essere introvabile: trafugato da un soldato romano la notte seguente la vittoriosa battaglia di Alesia, passò di mano in mano e infine se ne persero le tracce. Desideroso di averlo per celebrare il suo trionfo, Cesare ordina al suo inviato Tullius Fronzolus di battere a tappeto il paese degli Arverni per ritrovarlo.
Venuti a sapere della cosa, Asterix e Obelix decidono di recuperare loro stessi lo scudo per ostacolare Cesare. Dopo varie indagini e numerose peripezie (inclusa una breve permanenza in una casa di cura termale, in cui il regime di dieta stretta mette a dura prova la resistenza di Obelix) i due scoprono che l'ultimo possessore noto dello scudo è stato proprio il loro amico Alambix, che lo ha però ceduto a uno sconosciuto guerriero gallico sopravvissuto alla disfatta.
La ricerca sembra essere a un punto morto, quando il guerriero in questione entra a sorpresa nella locanda di Alambix: l'oste lo riconosce subito, si tratta di nient'altri che Abraracourcix, che, venuto in possesso dello scudo tanti anni prima, da allora lo ha sempre conservato portandolo sempre con sé (e, solitamente, viaggiandoci sopra, alla moda dei capi celtici). Ed è proprio Abraracourcix ad essere portato in trionfo per le strade di Gergovia sul leggendario scudo degli Arverni, fra le acclamazioni del popolo gallico ed il gran scorno di Cesare.

## Personaggi principali
I personaggi presenti nella storia più rilevanti ai fini della trama sono:
- Asterix: giunto a Gergovia a seguito di Abraracourcix, e scoperte le intenzioni dei Romani, si mette egli stesso alla ricerca del prezioso scudo, dando prova di notevoli abilità investigative
- Obelix: sempre pronto a seguire l'amico Asterix, viene convinto da questi a sottoporsi alle cure di una stazione termale arverna per dovere d'indagine, ma ne sopporta decisamente male il regime dietetico a base di vegetali bolliti. Quando, poi, si viene a sapere che l'uomo che cercano ha da tempo abbandonato lo stabilimento e ora dirige una taverna chiamata "Il cinghiale al vino", non può fare a meno di infuriarsi con Asterix
- Abraracourcix: costretto dai dolori al fegato a ricoverarsi in una clinica termale, peggiora il suo stato di salute abbandonandosi a eccessi alimentari lunga la via dell'andata, "affinché poi valga la pena di mettersi a dieta". Giustifica le abbuffate con motteggi di sua invenzione del tipo "quando i cibi son buoni, non possono certo far male" o "quando c'è l'appetito, tutto va bene"; detti che, assicura una didascalia, sono "ancora in uso ai nostri giorni, soprattutto per quelle persone che devono seguire un severo regime alimentare". Riappare nel finale, incredibilmente dimagrito e ringiovanito dalle cure, e si scopre che è proprio lui a possedere il leggendario scudo di Vercingetorige, sul quale viene portato in trionfo da Asterix e Obelix per le strade di Gergovia. Sulla via del ritorno riacquista il peso e le fattezze usuali, dal momento che ripercorre a ritroso tutte le tappe gastronomiche dell'andata
- Alambix[3]: oste arverno, dirige una taverna che vende -come tutte le altre presenti in città- "vino e carbone". È stato l'ultimo a possedere lo scudo, da lui ceduto a un guerriero gallico sconosciuto -che si rivelerà poi essere Abraracourcix- ma tace questo fatto agli amici Asterix e Obelix per celare la vergogna di aver dato via la preziosa reliquia
- Tullius Fronzolus (Tullius Fanfrelus)[4]: principale antagonista della storia, è un tribuno romano e inviato speciale di Cesare a Gergovia, che riceve da questi il compito di ritrovare lo scudo di Vercingetorige. Si imbatte diverse volte in Asterix e Obelix, con risultati infausti, tanto che commenta "la maggior parte dei Romani viene nel paese degli Arverni a prendere bagni. Io sono forse il solo che viene a prendere delle sberle!. Alla fine, sconfitto, viene mandato da un furibondo Cesare in Numidia, per punizione
- Lucius Pertussis: ex soldato romano, trafugò lo scudo di Vercingetorige all'indomani della battaglia di Alesia, ma lo perse a carte con il commilitone Marcus Cocoritus. Ora dirige una fabbrica di ruote a Nemessos (l'attuale Clermont-Ferrand, un chiaro riferimento alla Michelin)
- Marcus Cocoritus: ex soldato romano, vinse a carte lo scudo da Pertussis, ma gli venne poi confiscato dal centurione Pallongonfius. Lasciate le legioni, ha lavorato per un po' in una stazione termale a Borvo (l'odierna La Bourboule) ma attualmente dirige una locanda
- Pallongonfius: centurione romano di stanza a Segodunum (l'attuale Rodez) è un veterano delle legioni fin dai tempi della Battaglia di Gergovia, ma non è mai avanzato di grado a causa dell'eccessivo amore per il "dio Bacco". Confisca lo scudo a Cocoritus, e poi lo cede ad Alambix in cambio di un'anfora di vino. Nel finale della storia, essendo insieme a Gaiogibus l'unico soldato con l'uniforme in ordine, viene promosso sul campo da Cesare capo della guarnigione di Gergovia al posto di Fronzolus (compito che egli si impegna a svolgere "mantenendo le migliori relazioni con gli osti della regione")
- Caius Gaiogibus (Caius Joligibus)[5]: legionario romano di stanza a Gergovia, solitamente incaricato delle pulizie, è un soldato terribilmente pigro e svogliato (la sua tecnica per pulire il cortile consiste nello "spazzare mezza mattonella, tirare un po' il fiato, spazzare un'altra mezza mattonella...") e non molto intelligente. Il vino è la sola cosa che smuove il suo interesse. Anni prima aveva visto Pertussis rubare lo scudo, ma non aveva mai detto nulla a nessuno per evitare di "avere delle storie". Viene incaricato di svolgere ricerche presso gli Arverni per ritrovare lo scudo, ma si ubriaca e finisce per spiattellare ai Galli (inclusi Asterix e Obelix) i piani dei suoi superiori. Alla fine della storia, essendo insieme a Pallongonfius l'unico soldato a non essere sporco di carbone (dal momento che si è imboscato dalle ricerche) viene immediatamente promosso centurione da Cesare

## Riferimenti storici e parodie

Vercingetorige getta le armi ai piedi di Cesare (quadro di Lionel-Noël Royer, 1899)

Gran parte della vicenda si basa su elementi storici realmente accaduti romanzati o parodiati. Gli Arverni, così come descritti dallo stesso Giulio Cesare nel De bello Gallico, furono effettivamente uno dei popoli maggiormente bellicosi della Gallia: sotto la guida del loro capo Vercingetorige dettero filo da torcere alle legioni di Cesare, sconfiggendo i Romani nella battaglia di Gergovia prima di venire definitivamente piegati nella Battaglia di Alesia, che segnò la definitiva capitolazione della Gallia al giogo romano. Il "paese degli Arverni" corrisponde, grosso modo, alla moderna Alvernia, nel centro-sud della Francia. L'atto di Vercingetorige di deporre le armi ai piedi di Cesare, in segno di resa, è stato tramandato da numerose versioni storiografiche oltre che in varie raffigurazioni artistiche, sebbene nel fumetto il gesto consista nel gettare le armi sui piedi di Cesare. Inoltre, corrisponde a realtà il fatto che l'ubicazione della storica città di Alesia, sede della sconfitta gallica, per molto tempo sia stata dibattuta: nel fumetto questo viene fatto dipendere dall'estremo orgoglio (e dalla notevole suscettibilità) dei Galli che impedisce loro di parlare del triste evento. Infatti, ogni qual volta pongono la domanda su dove si trovi la città, Asterix e Obelix si sentono rispondere in maniera stizzita "Alesia? Non conosco Alesia! Non so dove si trovi Alesia! Nessuno sa dove si trovi Alesia!" - laddove invece è lo stesso Abraracourcix a suggerire ai due di visitare Gergovia, "sede della nostra grande e immortale vittoria".
Vengono poi parodiati usi e costumi - per lo più stereotipati - delle popolazioni incontrate. In particolare viene parodiato il modo di parlare degli Arverni, che si esprimono tutti addolcendo le "s" (per cui "scialve", "buonasciera", "cashtagne"... o, nell'originale francese, "comme cha").
Un'altra gag riguarda i negozi di Gergovia, che vendono tutti "vino e carbone"; questo è un riferimento agli immigrati parigini provenienti dalla regione del Massiccio Centrale nel XIX secolo, chiamati nel gergo della capitale francese "bougnat", che secondo un comune stereotipo erano soliti vendere per l'appunto vino e carbone. Alambix, infatti, parlando con Asterix e Obelix ricorda i tempi in cui lui e i suoi concittadini vivevano a Lutetia, "vendendo vino e carbone".

### Riferimenti ad altri albi
La moglie di Abraracourcix Beniamina (Bonemine), apparsa per la prima volta in Asterix e il duello dei capi, viene chiamata per nome, assumendo la sua caratterizzazione definitiva. Inoltre, è anche una delle poche avventure nelle quali il bardo Assurancetourix partecipa al banchetto finale, senza essere legato e imbavagliato come di consueto: a mancare ai festeggiamenti è invece proprio Abraracourcix, trattenuto in casa dalla moglie (e probabilmente picchiato con lo stesso scudo del titolo) per non aver perso le abitudini goderecce anche dopo il soggiorno termale.

## Storia editoriale
In Francia la storia fu serializzata inizialmente all'interno della rivista Pilote, in cui apparve a puntate dal numero 399 (15 giugno 1967) al 421 (16 novembre 1967); in seguito è stata pubblicata in albo cartonato nel 1968 dall'editore Dargaud. L'albo viene ristampato dalla casa editrice Hachette Livre, che nel dicembre 2008 acquisì da Uderzo e da Anna Goscinny (figlia dello scomparso René) tutti i diritti sulle pubblicazioni di Asterix.

### Edizioni estere

#### Italia
In Italia l'albo è edito, come gli altri della serie, da Mondadori; la prima edizione italiana risale al settembre 1969 per la traduzione di Luciana Marconcini. La Mondadori ha ristampato l'albo più volte nel corso degli anni; l'ultima edizione, condotta su quella francese di Hachette Livre, è della fine del 2011 e rispetto alle precedenti presenta, pur mantenendo invariata la traduzione, una copertina diversa, un nuovo lettering e una colorazione rinnovata; è inoltre caratterizzata dall'avere la sagoma di Asterix stampata in rosso sulla costa. Nel 1978 è stata pubblicata dalla Mondadori una versione tascabile in bianco e nero dell'albo, nella collana Oscar Mondadori.
La storia è stata pubblicata a puntate anche all'interno della rivista Il Giornalino (Edizioni San Paolo), nella quale fece la sua prima apparizione nel 1979 venendovi poi ristampata periodicamente. Tale edizione è basata su quella Mondadori e presenta la stessa traduzione di Luciana Marconcini. Un'ulteriore edizione italiana dell'albo è stata quella pubblicata da Fabbri/Dargaud, datata maggio 1983. Anche questa era basata sull'edizione Mondadori, e presenta il medesimo titolo e la medesima traduzione.

## In altre lingue
Il titolo originale dell'albo, Le Bouclier arverne, è stato tradotto come segue in alcune delle principali lingue in cui il fumetto è edito; vengono inoltre indicate la casa editrice e l'anno di prima pubblicazione:
- catalano:  L'escut Arvern - Salvat editores,  Spagna (prima edizione Editorial Bruguera, 1970)
- coreano: 아스테릭스와 무적의 방패 (Asteriks-wa mujeogui bangpae) - Moonhak-kwa-Jisung-Sa,  Corea del Sud, 2004
- danese: Romernes skræk! - Egmont Serieforlaget A/S,  Danimarca, 1972
- finlandese: Asterix ja Kadonnut Kilpi - Egmont Kustanus Oy,  Finlandia, 1973
- inglese: Asterix and the Chieftains's Shield - Orion,  Regno Unito, 1977
- latino: Clipeus Arvernus - Egmont Ehapa Verlag,  Germania
- olandese: Het ijzeren Schild - Hachette Livre,  Paesi Bassi (prima edizione Dargaud), 1971
- polacco: Tarcza Arwernów - Egmont Poland Ltd,  Polonia, 1993
- portoghese: O Escudo de Arverne - Edições ASA,  Portogallo
- portoghese: O Escudo Arverno - Editora Record,  Brasile
- spagnolo: El escudo Arverno - Salvat editores,  Spagna
- svedese: Romarnas skräck - Egmont Kärnan AB,  Svezia, 1971
- tedesco: Der Arvernerschild - Egmont Ehapa Verlag,  Germania, 1972

## Altri media
Parti della trama e dei disegni di questa storia vennero usate per il videogioco Asterix and the Power of the Gods, pubblicato nel 1995 per la piattaforma Sega Mega Drive.